# Gle Goh Kareuenggapu
Gle Goh Kareuenggapu är en kulle i Indonesien.   Den ligger i provinsen Aceh, i den västra delen av landet, 1 800 km nordväst om huvudstaden Jakarta. Toppen på Gle Goh Kareuenggapu är 282 meter över havet.
Terrängen runt Gle Goh Kareuenggapu är kuperad västerut, men österut är den platt.Runt Gle Goh Kareuenggapu är det tätbefolkat, med 297 invånare per kvadratkilometer. Närmaste större samhälle är Sigli, 19,0 km öster om Gle Goh Kareuenggapu. Trakten runt Gle Goh Kareuenggapu består till största delen av jordbruksmark.